# Laurel (Nebraska)
Laurel é uma cidade localizada no estado americano de Nebraska, no Condado de Cedar.

## Demografia
Segundo o censo americano de 2000, a sua população era de 986 habitantes.
Em 2006, foi estimada uma população de 905, um decréscimo de 81 (-8.2%).

## Geografia
De acordo com o United States Census Bureau, a localidade tem uma área de 2,4 km², sem área coberta por água.

## Localidades na vizinhança
O diagrama seguinte representa as localidades num raio de 20 km ao redor de Laurel.